# Euphorbia stevenii
Euphorbia stevenii är en törelväxtart som beskrevs av Frederick Manson Bailey. Euphorbia stevenii ingår i släktet törlar, och familjen törelväxter. Inga underarter finns listade i Catalogue of Life.

## Bildgalleri

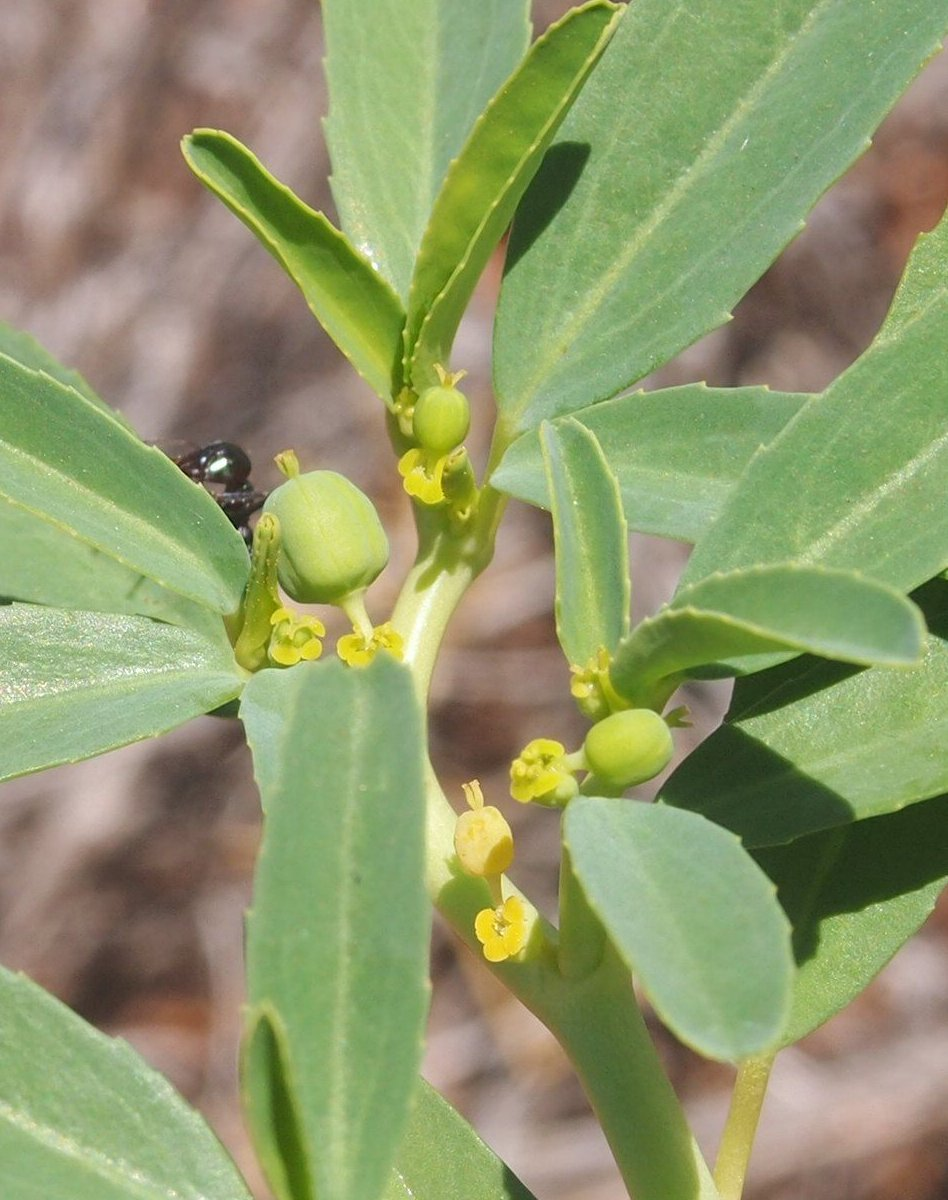
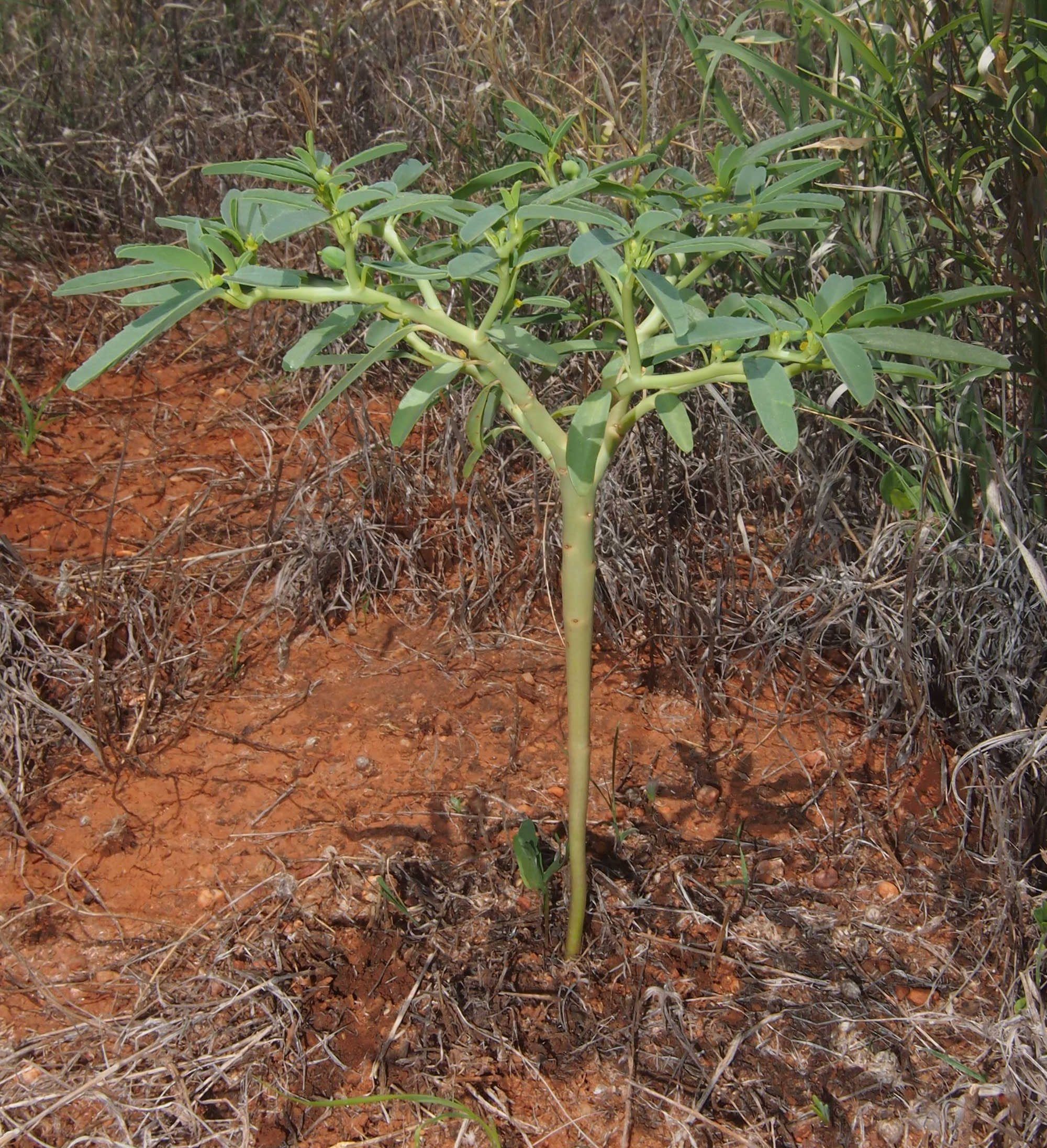
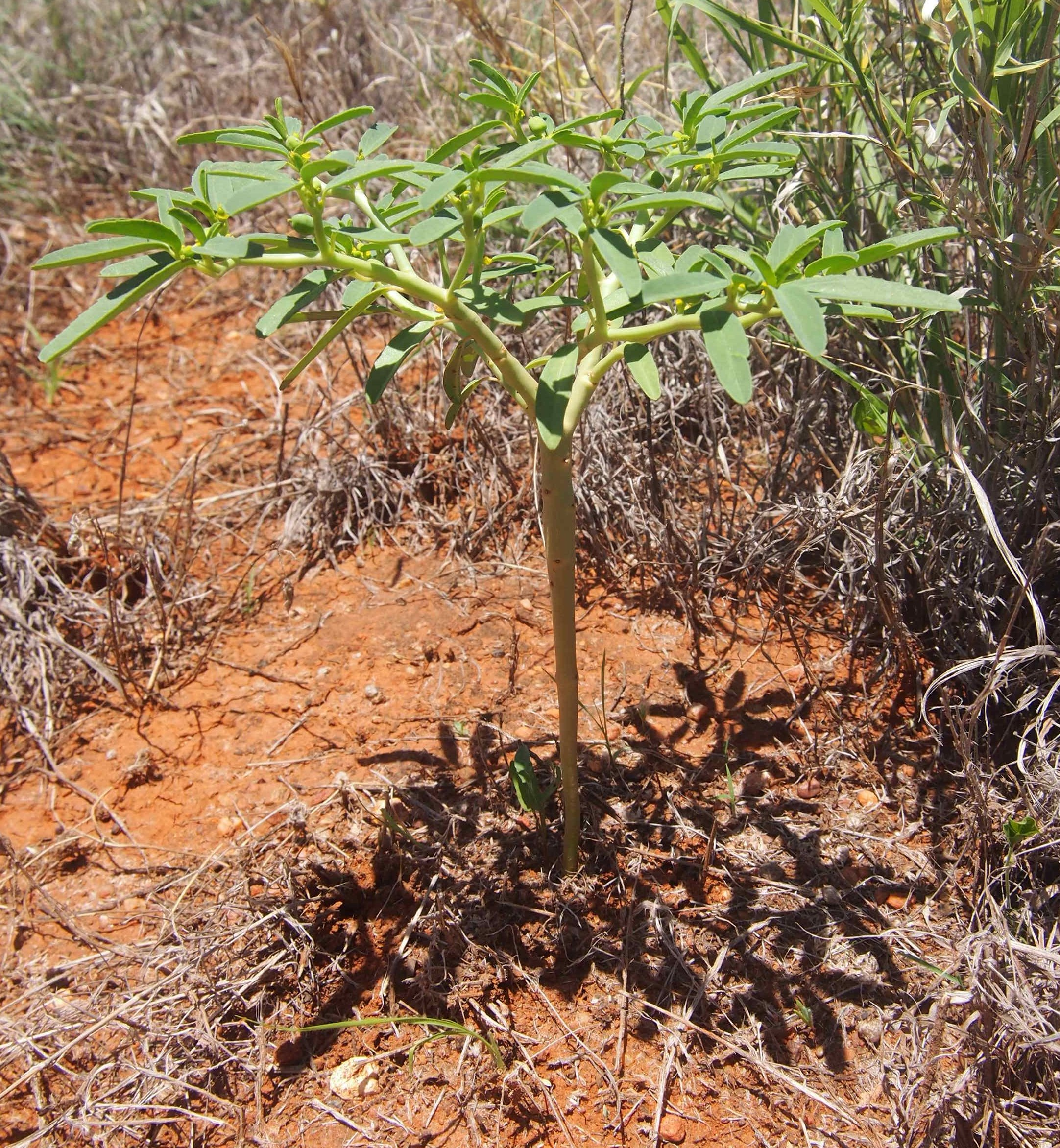